# Kruiskapel (Nederweert-Eind)

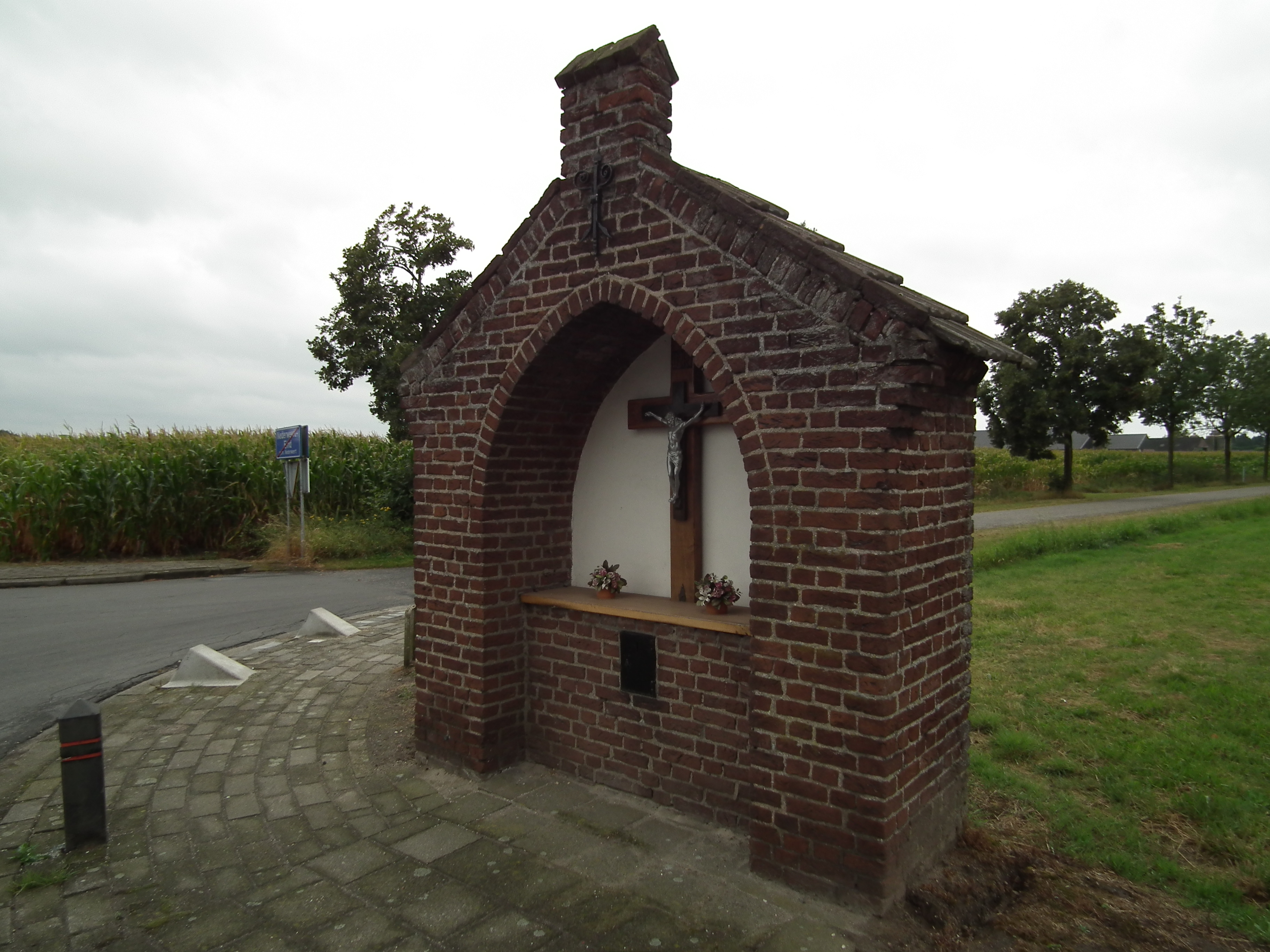
De Kruiskapel

De Kruiskapel is een kapel in Nederweert-Eind in de Nederlandse gemeente Nederweert. De kapel staat aan de straat Eind tegenover nummer 17 op de hoek met de straat Hulsen aan de noordwestrand van het dorp. Op ongeveer 700 meter naar het zuidoosten staat de Kerkhofkapel.
De kapel is gewijd aan het kruis.

## Geschiedenis
In de Tweede Wereldoorlog werd de kapel die hier stond volledig verwoest.
In de jaren 1960 werd er door Sjef van Rijt een nieuwe kapel gebouwd.

## Gebouw
De open bakstenen niskapel staat op een rechthoekig plattegrond en wordt gedekt door een zadeldak met zwarte pannen. De frontgevel is een puntgevel met verbrede aanzet met op de top een bakstenen kolom. In de frontgevel bevindt zich een grote ondiepe spitsboogvormige nis. Tegen de achterwand is het bakstenen altaar geplaatst en boven het altaar is de achterwand wit gestuukt. Boven het altaar is op de achterwand een kruis geplaatst met hierop een kleiner kruis met corpus.